# Alleanza degli Ungheresi di Voivodina
L'Alleanza degli Ungheresi di Vojvodina (in serbo: Cавез војвођанских Мађара - СВМ, Savez vojvođanskih Mađara - SVM; in ungherese: Vajdasági Magyar Szövetség - VMSZ) è un partito politico serbo, espressione della comunità ungherese della Voivodina, fondato nel 1994.
Guidato da István Pásztor, la formazione è affiliata al Partito Popolare Europeo e all'Organizzazione interregionale democratica ungherese, intrattendo rapporti con l'Unione Civica Ungherese del premier Viktor Orbán.
Il partito è radicato soprattutto a Subotica, Senta, Bačka Topola, Mali Iđoš, Kanjiža e Čoka, sostenendo molti governi locali.

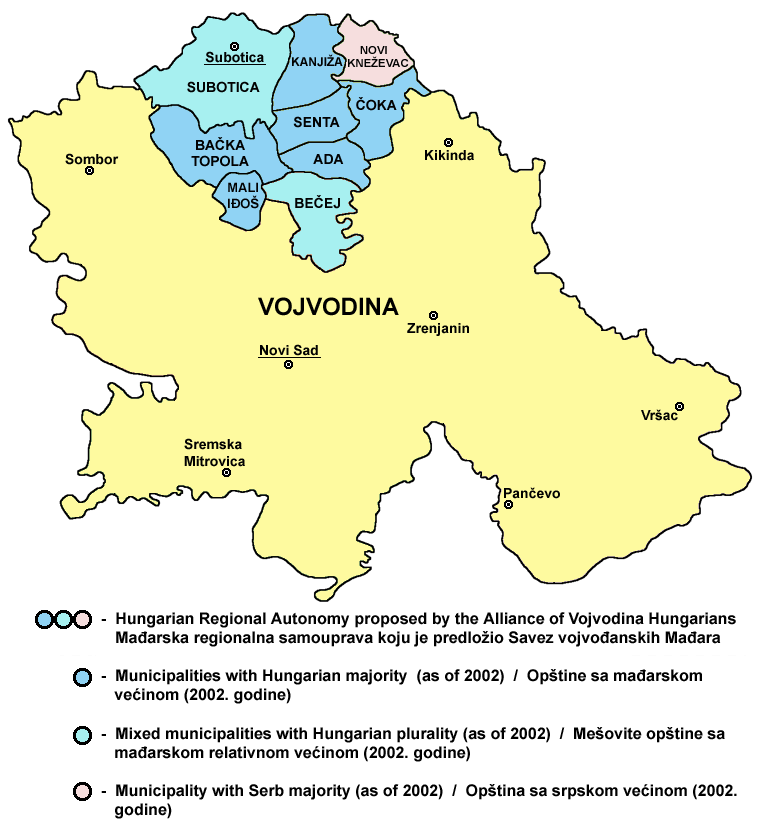
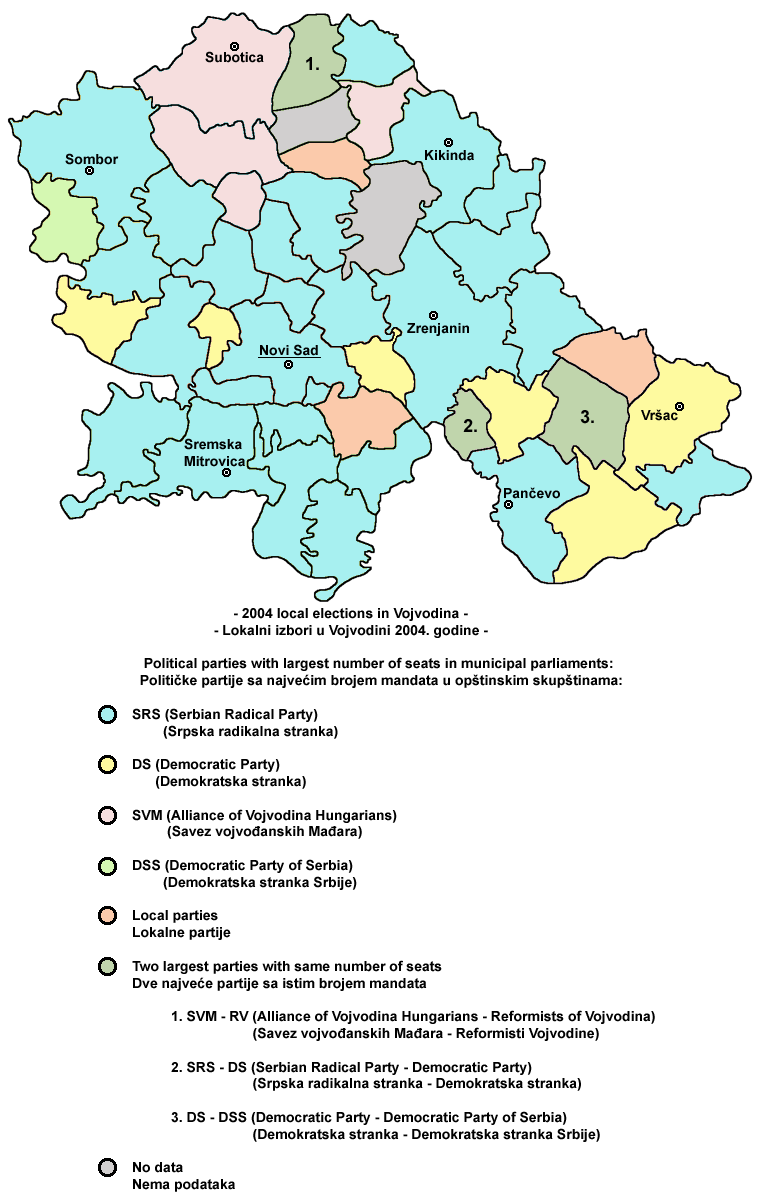
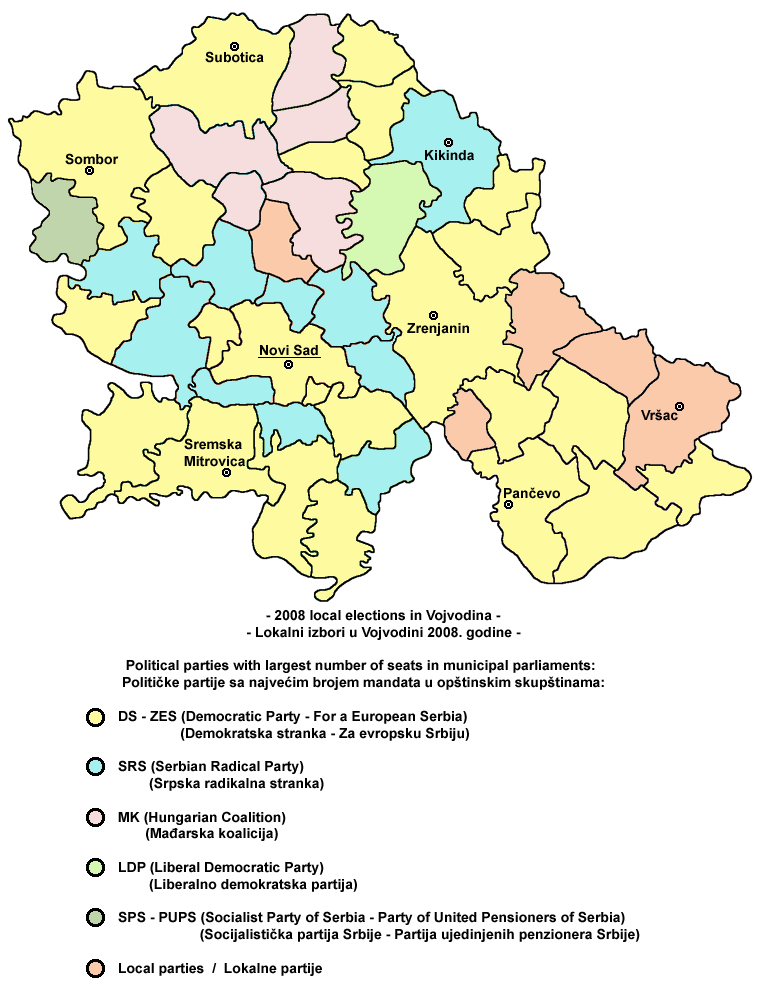
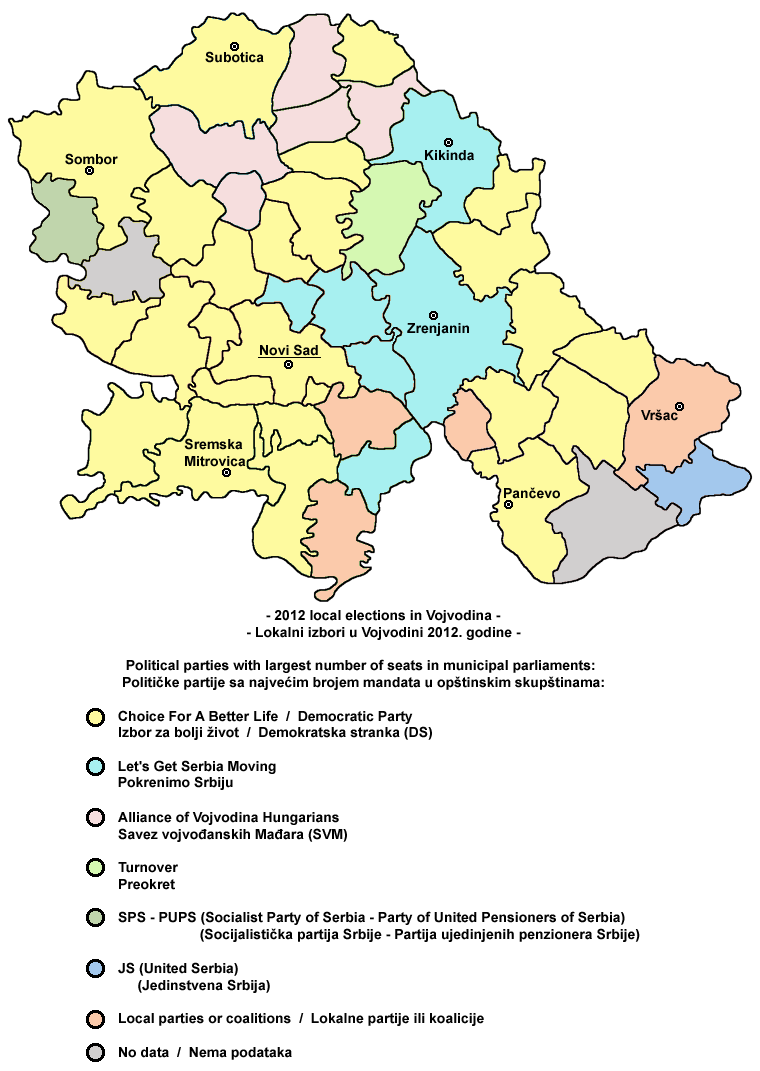

## Risultati elettorali
| Elezione          | Voti       | %          | Seggi   | Posizione         |
| ----------------- | ---------- | ---------- | ------- | ----------------- |
| Parlamentari 1997 | 50,960     | 1.28%      | 4 / 250 | Opposizione       |
| Parlamentari 2000 | Coalizione | Coalizione | 6 / 250 | Maggioranza       |
| Parlamentari 2003 | 161,765    | 4.29       | 0 / 250 | Extraparlamentari |
| Parlamentari 2007 | 52,510     | 1.32       | 4 / 250 | Opposizione       |
| Parlamentari 2008 | 74,874     | 1.85       | 4 / 250 | Maggioranza       |
| Parlamentari 2012 | 68,323     | 1.83       | 5 / 250 | Opposizione       |
| Parlamentari 2014 | 75,294     | 2.17       | 6 / 250 | Maggioranza       |
| Parlamentari 2016 | 56,620     | 1.54       | 4 / 250 | Maggioranza       |
| Parlamentari 2020 | 71,893     | 2.32       | 9 / 250 | Maggioranza       |
| Parlamentari 2022 | 60,313     | 1.63       | 5 / 250 | Maggioranza       |
| Parlamentari 2023 | 64,747     | 1.74       | 6 / 250 | Maggioranza       |